# Impazienti
Impazienti è una sitcom italiana prodotta nel 2014 e trasmessa in prima visione su Rai 2.

## Trama
In un incidente automobilistico di leggera entità vengono coinvolte due persone che, per truffare l'assicurazione, fingono di subire pesantemente le conseguenze dell'incidente e si ritrovano in ospedale insieme. I due personaggi sono Alberto Principe (Max Tortora), impiegato assenteista che al momento dello scontro guidava il furgone della ditta che lo aveva appena licenziato, e il milanese Chicco Carloni (Enrico Bertolino), amministratore di alcuni condomini di proprietà del suocero. Nessuno dei due, dicevamo, è ferito, entrambi vogliono incassare a tutti i costi il risarcimento dell'assicurazione. Così si fanno portare in ospedale dove continueranno a litigare.